# Alupar
Alupar es un holding de control privado que actúa en segmentos de generación y transmisión de energía eléctrica, desarrollo e inversión en proyectos de generación y transmisión en Brasil, Colombia y Perú. En el 2021 se presentó un lucro líquido de R$ 1.115,4 millones. Alupar es una de las  mayores compañía en términos de Ingresos fiscsles (RAP), y la mayor en control privado en Brasil.

## Histórico
2000 – Inicio de las operaciones en el segmento de transmisión de energía eléctrica.
2005 - Entrada para el segmento de generación de energía eléctrica.
2007 – Constitución de Alupar como holding de otras sociedades actuantes en el sector de energía con foco en generación y transmisión de energía eléctrica.
2013 – Primera oferta pública de venta (OPV) (inglés: initial public offering - IPO). La captación del IPO fue de R$ 740 millones, y los recursos fueron utilizados para obtener nuevos emprendimientos.

## Composición Accionaria
La composición accionaria de Alupar es dividida entre Guarupart, con 52% de participación en la empresa y un 48% de otras empresas en el mercado.

## Transmisores de Energía
Alupar tiene actualmente 30 activos de transmisión de energía, totalizado en 7,929 kilómetros de líneas de transmisión.
- ETEM
- ECTE
- ETSE
- ETEP
- ESDE
- EATE
- ERTE
- ENTE
- EBTE
- STN
- Transleste
- Transirapé
- Transudeste
- STC
- Lumitrans
- ETES
- TME
- ETVG
- TNE
- ELTE
- ETAP
- ETC
- TPE
- TCC
- ESTE
- TCE (Colombia)
- TSM
- ETB
- EDTE
- AETE

## Generadores de Energía
Alupar actúa en el segmento de generación de energía eléctrica por medio de UHEs, PCHs, y parques eólicos.
- UHE São José
- UHE Foz do Rio Claro
- UHE Ferreira Gomes
- UHE La Virgen
- PCH Queluz
- PCH Lavrinhas
- PCH Morro Azul
- PCH Verde 08
- PCH Antônio Dias
- Parque Eólico Energía dos Ventos (Complexo Aracati)
- São João (eólico)
- Santa Régia (eólico)
- Pitombeira (solar)

## Localizaciones
Alupar está presente en América Latina, controlando empresas localizadas en Brasil, Colombia y Perú.